# Льнянка двураздельная
Льня́нка двуразде́льная (лат. Linaria bipartita) — травянистое однолетнее растение, вид рода Льнянка; сейчас этот род обычно относят к семейству Подорожниковые (Plantaginaceae), но ранее помещали в семейства Норичниковые (Scrophulariaceae) или Верониковые (Veronicaceae).

## Ботаническое описание
Растение голое.
Стебли (10)20—30 см высотой, с бесплодными побегами.
Листья мутовчатые, линейные, плоские, тонко оттянуто заострённые, 2,5—5 см длиной, 1,5—3 мм шириной, с одной выступающей жилкой.
Цветки в редких кистях, на длинных цветоножках, в 2—3 раза превышающие ланцетные прицветники. Чашечка голая, с линейно-ланцетными, тонко заострёнными долями, 5 мм длиной, 1 мм шириной. Венчик фиолетовый, с оранжевым пятном в зеве, 12 мм длиной (без шпоры), верхняя губа глубоко двураздельная, с закруглёнными лопастями, нижняя с крупными яйцевидными лопастями, шпора тонкая, изогнутая, равная венчику или немного длиннее его. Цветение в июне—июле.
Коробочка шаровидная, 4 мм в поперечнике, короче зубцов чашечки. Семена меньше 0,5 мм длиной со спиральной морщинистостью.

## Распространение
Северная Африка: Марокко (западная часть). Распространено повсюду в качестве декоративного растения. В Московской области встречается как одичалое.